# الكابتن (فلم 1971)
الكابتن (بالألمانية: Der Kapitän) هو فيلم كوميدي ألماني غربي إنتاج عام 1971 من إخراج كورت هوفمان وبطولة هاينز رومان، جوانا ماتز وهورست تابير. يُمنح قبطان سفينة بخارية قديمة فرصة تولي سفينة سياحية فاخرة، الفيلم مأخوذ عن رواية طاولة القبطان عام 1954 بقلم ريتشارد جوردون. إنها نسخة جديدة من الفيلم البريطاني طاولة القبطان (1959). تم تصميم مجموعات الفيلم من قبل المخرجين الفنيين إيزابيلا شليشتينغ وفيرنر شليشتينغ. تم صنعه في استوديوهات بافاريا في ميونيخ وفي موقع في كيل.

## ملخص الفيلم
الكابتن فيلهلم إيبس هو بحار كبير السن وذو خبرة وقد أبحر فقط على متن سفن الشحن. بينما يتعين على قاربه القديم مارتن لوثر، الذهاب إلى حوض بناء السفن لإجراء إصلاح شامل، تمنحه شركة الشحن قيادة السفينة السياحية الأنيقة جوليا ليحل محل زميله مريض. يجد الكابتن صعوبة في التكيف مع وظيفته الجديدة ويرتكب في البداية زلة اجتماعية واحدة إلى أخرى. ما يدفع المساهم في شركة الشحن القنصل كارستن موجود أيضًا على متن الطائرة للتحقيق مع الكابتن. على الرغم من أن ملاحته البحرية دون منازع، إلا أن إيبس يتعرض لضغوط هائلة فيما يتعلق بالتعامل مع الآخرين. ما يؤدي إلى نشأت العديد من المواقف، المحفوفة بالمخاطر أحيانًا والمسلية أحيانًا، مع الركاب صعبي المراس، ولكن أيضًا مع أفراد الطاقم العنيدين، الذين يحسده بعضهم على قيادته. يتم اختبار مهاراته ومبادئه مرارًا وتكرارًا وعليه أن يقاوم الجميلة المهووسة بالحب والتي تضع عينيها عليه، ويتغلب على استفزازات القنصل كارستين المستمرة، ويضع ضابطه الأول المتغطرس تحت السيطرة. كما تم تقويض الحظر الصارم على الكحول الذي فرضه على الطاقم من قبل كبير مهندسيه، على الرغم من أن القبطان نفسه لم يظل غير متورط. بالإضافة إلى الضابط الثاني والراكب كلوديا لوند، فقط مضيفه يدعمه دون تحفظ؛ يمكنهم نزع فتيل موقف أو آخر. ولكن مع مرور الوقت يتقن الكابتن إيبس مهمته ويقاوم مؤامرة يريد أن يفرضها عليه.

## فريق التمثيل
- هاينز رومان في دور فيلهلم إبس
- جوانا ماتز في دور كلوديا لوند
- هورست تابيرت في دور كونسول كارستينز
- إرنست ستانكوفسكي في دور ماير بوليكس
- هورست جانسون في دور يورج نير
- مونيكا لوندي في دور أنيت بريتينباخ
- هانز كورتي في دور بريتل
- جوزيف أوفنباخ في دور أوتو كروميل
- جونتر فيتزمان في دور أولدنبورغ
- تيري تورداي في دور إيلونا بورتر ألماسي
- رودي والتر في دور فريدريك هاس
- مارجريت راينر في دور فراو هاس
- كارل لانجه في دور فيكتور أندرسون
- جين همبل في دور إيفلين مول